# 劳考曹
劳考曹，是匈牙利包尔绍德-奥包乌伊-曾普伦州所辖的一个村。总面积19.00平方公里，总人口743，人口密度39.1人/平方公里（2011年1月1日）。